# Меоре-Даси
Меоре-Даси (груз. მეორე დასი, «Вторая группа») — революционно-демократическое направление просветительской мысли в среде грузинской либеральной интеллигенции, существовавшее во второй половине XIX века, когда Грузия была частью Российской империи.
Деятели «Меоре-Даси» — Г. Церетели, Н. Николадзе, С. Месхи — выступали за ускоренное социально-экономическое развитие Грузии путём создания национальной промышленности и развития торговли, чем отличались от членов созданной ранее, в 1861 году, организации «Пирвели-Даси» («Первая группа»), глава, И. Чавчавадзе, и представители которой, А. Церетели, Я. Гогебашвили, Важа-Пшавела, надежду на восстановление национальной государственности связывали с демократизацией русского общества и равноправным союзом русского и грузинского народов в составе Российской империи.

## История
Сложилась в 1869 году (по другим данным — в 1866 или 1877) вокруг Георгия Церетели и Петре Умикашвили, выделившись из патриотического движения 1860-х — 1870-х годов получивших образование в России грузин «Тергдалеулеби» (буквально — «Испившие воду Терека»). Название группе дал в 1894 году Георгий Церетели.
Реагируя на новые экономические и политические течения в европейской жизни, члены Меоре-Даси были более радикальны, чем их предшественники, в журналистике, городской политике и бизнесе, и, по словам историка Григора Суни Рональда: они были «первой группой грузинских интеллектуалов, которые стали участвовать в основном в городской и экономической жизни Грузии». Члены группы причисляли себя к последователям основоположника социал-демократии Карла Маркса и стояли на позициях легального марксизма. Свои взгляды они пропагандировали через журнал «Моамбэ».
Группа «Меоре-даси» не отличалась идейной или организационной сплоченностью, её члены не пытались разработать какую-либо особую программу и, тем более, претворить её в жизнь. С кончиной Сергея Месхи летом 1883 года отношения между Нико Николадзе и Георгием Церетели обострились настолько, что произошёл раскол, группа распалась и вскоре прекратила существование. На смену ей в 1890-е годы пришла Месаме-даси (მესამე დასი, «третья группа»), которая состояла в основном из грузинских социал-демократов.